# 釤鈷磁鐵
釤鈷磁鐵，是一種稀土磁鐵，是由釤、鈷和其它金屬材料經配比，溶煉成合金，經粉碎、壓型、燒結後制成的一種磁性工具材料，具有高磁能積、極低的溫度系數，最高工作溫度可達350℃，負溫不限，在工作溫度180℃以上時，其最大磁能積（BHmax）、矯頑性（coercivity）及溫度穩定性和化學穩定性均超過釹鐵硼永磁材料。具有很強的抗腐蝕和抗氧化性；所以被廣泛應用在航空航天、國防軍工、微波器件、通訊、醫療設備、儀器、儀表、各種磁性傳動裝置、傳感器、磁處理器、電機、磁力起重機等。釤鈷磁鐵的最大磁能積（BHmax）的範圍從16 MGOe到32 MGOe，其理論極限是34 MGOe。
釤鈷磁鐵有兩種組成比，分別為（釤原子：鈷原子）1:5和2:17。

## 加工
釤鈷磁鐵生產流程：配料 → 熔煉制錠→ 制粉 → 壓型 → 燒結回火 → 磁性檢測 → 磨加工 → 銷切加工 → 成品。

這些合金通常在加工非磁化狀態。釤鈷用濕式細研磨（水冷式散熱）和金剛石砂輪。此過程是必需的，如果鑽洞或其他功能的限制。研磨廢物產生一定不能完全乾燥，因為釤鈷具有低燃點。一個小火花的，如生產帶有靜電，可以輕鬆地燃燒。火災產生的溫度會非常高，且難以控制。

## 危害
1. 釤鈷磁鐵很容易剝碎。當處理它們時，必須配戴護目鏡。
2. 讓磁鐵撞擊在一起可能導致磁體粉碎，這可能導致潛在危險。
3. 釤鈷製造由一個被稱為燒結過程，和所有材料燒結而製成，內部非常有可能產生裂縫。磁體不具有機械整體性，只具有製備磁場的功能。因此，必須設計特別機械系統來給予整體系統足夠的機械可靠性。

## 屬性
1.非常好的矯頑性。

2.良好的溫度穩定性（最高使用溫度為 250至550℃，居里溫度從 700至800℃）。

3.價格昂貴，易受價格波動（鈷市場價格敏感）。

## 材料特性
以下列舉部分釤鈷磁鐵的參數：

1.密度 ：8.4 g/cm³

2.電氣 電阻 ：0.8 × 10 -4 Ω·cm

3.熱膨脹係數（垂直軸）：12.5 µm/(m·K)

4.磁通密度變化在5％，每100℃溫度變化（範圍 25-250℃）

## 應用
1.渦輪機構

2.行波管

3.電子手錶

4.擋泥板

## 資料來源
1. 1 2  .   [2011-02-18]. （原始内容存档于2013-10-14）.
2. ↑  電子能量公司網頁：.   [2016-08-31]. （原始内容存档于2009-08-11）.
3. ↑   (PDF). MMPA 0100-00.   [2011-10-02]. （原始内容存档 (PDF)于2014-07-22）.
4. ↑  Foundations of Materials Science and Engineering, 5e, P.906
5. ↑  Smith, Dan. . The Story of the Samarium Cobalt Noiseless Pickups. Fender.   [2007-12-14]. （原始内容存档于2008-01-20）.